# ایپکاک
ایپکاک (به انگلیسی: Ipecac)
نام تجارتی : Ipeca
رده درمانی: استفراغ آور
اشکال دارویی: شربت تمام آلکالوئید (Total Alkaloid) با: ۰٫۱۴٪ در ۳۰ میلی لیتر
اولین بار در ایران توسط دکتر امیر شیرمحمدی در بیمارستان بقیه الله تهران مورد بررسی قرار گرفت و ساختار سه بعدی مولکولی آن کشف شد

## مکانیسم اثر
ایپکاک اثر استفراغ‌آور خود را از طریق تحریک مستقیم مخاط دستگاه گوارش (GI) و نیز تحریک مستقیم کمورسپتورهای CTZ یا همان ترایگر زون (Trigger zone) اعمال می‌کند.

## موارد مصرف
- ایجاد استفراغ در مسمومیت‌ها.

## طریقه مصرف
- برای ایجاد استفراغ در مسمومیت ها:

در بالغین: ۱۵ سی سی از راه خوراکی، به همراه ۲۰۰ تا ۳۰۰ سی سی آب، استفاده شود.
در کودکان بزرگتر از یک سال: ۱۵ سی سی از راه خوراکی، به همراه حدود ۲۰۰ سی سی آب یا شیر مصرف می‌شود.
در کودکان کوچکتر از یک سال: ۵ تا ۱۰ سی سی از راه خوراکی، به همراه ۱۰۰ تا ۲۰۰ سی سی آب یا شیر مصرف می‌شود.
نکته: در صورت نیاز می‌توان این دوز را یک بار دیگر بعد ز ۲۰ دقیقه تکرار کرد.
نکته دیگر: مصرف این دارو در کودکان با سن کمتر از ۶ ماه توصیه نمی‌شود.

## موارد منع مصرف
- مسمومیت با ترکیبات سوزاننده و قلیاها
- مسمومیت با مشتقات نفت
- بیماران نیمه هوشیار
- کوما
- شوک
- تشنج
- دپرسیون رفلکس گاگ
- مسمومیت با استریکنین
- پنومونیت
- برونکواسپاسم
- ادم ریوی
- بیماری‌های قلبی
- کودکان با سن زیر ۶ ماه

## تداخلات دارویی
- ایپکاک را نباید به‌طور هم‌زمان با شارکول فعال مصرف نمود.
- مصرف هم‌زمان ایپکاک با شیر و نوشابه‌های گاز دار باعث کاهش اثرات آن می‌شود.

## عوارض جانبی
- در دستگاه اعصاب مرکزی: دپرسیون
- در قلب و عروق: آریتمی یا دیس ریتمی‌های دهلیزی و بطنی، کاهش فشارخون، برادی کاردی، فیبریلاسیون دهلیزی، میوکاردیت مرگبار.

نکته: در صورت جذب دارو ممکن است میوکاردیت کشنده، ایجاد شود. این وضعیت در صورتی اتفاق می‌افتد که بیمار در خلال ۳۰ دقیقه استفراغ نکند.
- در دستگاه گوارش: اسهال

نکته مهم: در صورتی‌که بعد از تجویز دوز دوم دارو استفراغ ایجاد نشد، مصرف دارو باید قطع گردد.